# Карлос Орбе
Карлос Анібал Орбе Руїс (ісп. Carlos Aníbal Orbe Ruiz;11 січня 1982, Отавало) — еквадорський футбольний арбітр. Арбітр ФІФА.

## Суддівська кар'єра
Орбе судить матчі в еквадорській Серії А з серпня 2010 року і вже провів понад 220 матчів.
З 2013 по 2022 рік Орбе був у списку арбітрів ФІФА та обслуговував міжнародні футбольні матчі. За цей час він провів 15 матчів на Кубку Лібертадорес і 12 разів на Кубку Південної Америки. Він обслуговував ігри на чемпіонаті Південної Америки U-17 2015 у Парагваї, чемпіонаті Південної Америки U-20 2017 в Еквадорі та чемпіонаті Південної Америки U-20 2019 у Чилі. Орбе також заявили на Кубок Америки 2019 у Бразилії, але не затвердили у статусі головного арбітра.
Орбе включили до списку ФІФА як відеоарбітра з 2022 року й відтоді залучають виключно як VAR арбітра на міжнародних футбольних матчах. Орбе працював відеоарбітром на чемпіонаті світу U-20 2023 року в Аргентині.